# Col de Roncevaux
Pour les articles homonymes, voir Roncevaux (homonymie).
Le col de Roncevaux (ou Ibañeta, nom utilisé en basque Ibañetako lepoa et en espagnol : puerto de Ibañeta) est un col des Pyrénées occidentales. Situé près de la frontière franco-espagnole, il se trouve entièrement en Espagne, à la limite entre les municipalités de Luzaide au nord et de Roncesvalles au sud. Il se situe à 1 056 mètres d’altitude.
Le nom de col de Roncevaux est également donné aux lieux incertains où se seraient déroulées les diverses batailles de Roncevaux dont celle de 778 qui opposa l'arrière-garde de l’armée de Charlemagne, commandée par Roland, aux Vascons. Cet épisode fournit la trame de la Chanson de Roland et d’une partie de la Chronique du Pseudo-Turpin.
Ce col est un point de passage actuel et historique du Camino navarro, le chemin du pèlerinage de Saint-Jacques-de-Compostelle.

## Toponymie
Traditionnellement, le toponyme espagnol de Roncesvalles était traduit par « vallée d'aubépines », et le nom en basque se base sur cette interprétation : Orreaga « lieu de genévriers », c’est probablement la corruption de l'ancien toponyme Orierriaga. D'autres théories donnent comme origine le toponyme Erro-zabal, la « plaine d'Erro », la vallée à laquelle Roncesvalles fut associée pendant plusieurs siècles.
Les successifs mouvements de pèlerins ont fini par franciser le nom : Rozabal, Ronzaval, Roncesvals, et enfin Roncevaux. Sans doute, l'influence française est aussi la conséquence du tragique souvenir de l'échec de l'armée de Charlemagne en 778.
Néanmoins, le nom de Roncevaux faisait originairement référence à la petite plaine ; puis, depuis le XIIe siècle, à la commune d'origine de l'actuelle Auritz.
Quelques décennies plus tard, après la fondation de l'église-collégiale royale de l'actuel village de Roncevaux, situé à environ 1,3 km vers le sud, on a dû différencier la commune de l'hôpital. La première, connue comme Bourg de Roncevaux ou même Roncevaux pendant le Moyen Âge, a finalement dû être connue par le toponyme Burguete (le « petit bourg »), à cause de sa taille. Bien qu'il ait été fondé plus tard, l'hôpital s'est approprié le vieux toponyme.
En basque et en espagnol, ce col se nomme Ibañeta, en relation avec le nom de l'ancienne chapelle de San Salvador de Ibañeta, fondée en 1127, dont il ne reste que des vestiges près du col.

## Histoire

### Variations géographiques
Le nom de col de Roncevaux a toujours désigné une zone de passage entre la France et l’Espagne ; mais le point précis de passage entre les deux pays, ainsi d'ailleurs que la frontière officielle, ont varié au cours des âges.
Pour relier Bordeaux (Burdigala) et Astorga, les Romains font passer une voie romaine au col de Bentarte, qui est probablement l’itinéraire préhistorique. Cet itinéraire est attesté par le trophée romain à Urculu (1 419 m), à proximité du col de Bentarte, et par le passage de la voie romaine à Saint-Jean-le-Vieux, alors relais romain, signalé par l’itinéraire d'Antonin. La route suivait la crête entre Saint-Jean-Pied-de-Port et le col de Roncevaux, appelé puerto de Ibañeta par les Espagnols. Le col actuel se trouve entièrement en territoire espagnol, la frontière se trouvant plus bas dans la vallée, versant nord, près du village d'Arnéguy.
Au Moyen Âge, le chemin de Compostelle emprunte le tracé antique sur la plupart de son parcours. Cette route est maintenue jusqu’au XIXe siècle, et améliorée par Napoléon Ier — route impériale 133, puis route royale (1815-1851) et à nouveau impériale (1851-1870). À partir de 1841, la route est concurrencée par la route côtière, passant par Bayonne. En 1881, elle est abandonnée au profit d’une nouvelle route, plus large, par le puerto d’Ibañeta.
Actuellement, la route espagnole N 135, qui prolonge la route française D 933 (ex-N 133), passe par Luzaide et le puerto d’Ibañeta.

### Antiquité
Pour franchir le Summus Pyrenaeus, l’auteur du Guide du Pèlerin écrit : « Dans le Pays basque, la route de Saint-Jacques franchit un mont remarquable appelé Port de Cize. Pour le franchir, il y a huit milles à monter et autant à descendre. En effet, ce mont est si haut qu’il paraît toucher le ciel, celui qui en fait l’ascension croit pouvoir, de sa propre main, toucher le ciel ».
Il semble que Roncevaux fut le point de passage, entre autres, d'Hasdrubal Barca en 208 av. J.-C. (avec des éléphants de guerre) lors de la deuxième guerre punique, puis des Cimbres et des Teutons un siècle plus tard. Dans les environs du col, la tour d'Urkulu a probablement été érigée en 28 av. J.-C. par Marcus Valerius Messalla Corvinus pour sa victoire sur les Tarbelles[réf. nécessaire].
C’est la route romaine que suivirent, au Ve siècle, Suèves, Vandales, Wisigoths et Alains, ainsi que, en 732 mais dans l’autre sens, les troupes musulmanes, finalement battues par celles de Charles Martel à la bataille de Poitiers.

### La bataille du col de Roncevaux
Le nom de col de Roncevaux est également donné au lieu incertain où se serait déroulée la bataille de Roncevaux qui opposa, le 15 août 778, l'arrière-garde de l’armée de Charlemagne, commandée par Roland, aux Vascons, épisode qui fournit la trame de la Chanson de Roland et d’une partie de la Chronique du Pseudo-Turpin. Il est vraisemblable que la bataille ne se soit pas déroulée au col de Roncevaux actuel, mais plus au sud en territoire espagnol[réf. souhaitée].

### La chapelle duPuerto de Ibañeta
Cette chapelle moderne, inaugurée en 1965, a été construite à proximité de l'ancienne chapelle de San Salvador de Ibañeta, fondée en 1127, dont il ne reste que des vestiges. Au Moyen Âge, le son de sa cloche permettait aux pèlerins de s'orienter malgré le brouillard. C'est également à cet endroit que fut construit le premier hôpital pour pèlerins de Roncevaux.

### Le pèlerinage de Compostelle
Au départ de Saint-Jean-Pied-de-Port, les étapes sont les suivantes : Hounto (ou Hontto ou Hunto), Château-Pignon, la Croix Thibaud, la brèche de Leizar Ateka, Loibeltx, le col de Bentarte, les ruines d'Elizaxarra, le col de Lepoeder (point culminant de la voie), le puerto d'Ibañeta (ou col de Roncevaux pour les Français), Roncevaux, Auritz, Espinal, Bizkarreta-Gerendiain, Lintzoain, le puerto de Erro, Zubiri, Pampelune, etc.
Les pèlerins de Saint-Jacques passaient par l’ermitage de San Salvador de Ibañeta dont il ne reste que les vestiges de la chapelle fondée en 1127, au puerto de Ibañeta. Ils y trouvaient aussi un hôpital très renommé ; sa cloche orientait les pèlerins, dès 1071, lorsque le brouillard se faisait trop épais, ce qui arrive assez fréquemment dans la région.
La chapelle actuelle, inaugurée en 1965, año jacobeo (« année de Saint-Jacques »), par le gouvernement de Navarre, a été bâtie à proximité de l’ancienne. À côté, une stèle trilingue invite en basque, espagnol et français, à prier la Vierge de Roncevaux.
En quelques centaines de mètres, Roncevaux est rapidement atteint, étant situé à l’entrée de la plaine de Auritz sillonnée de nombreux ruisseaux. L’ancien chemin qui se sépare de la route actuelle, sur la gauche, permet de s’engager directement dans les imposants bâtiments de l’hôpital.
Sur un monticule, un monolithe autrefois orné d’une Durandal en fer forgé est dédié à Roland.

## Les légendes

### La légende de Roland
Les deux épisodes essentiels sont le moment où Roland sonne le cor, et le choc de son épée Durandal sur le roc, qui aurait ouvert la brèche de Roland. Un cor sculpté en ivoire de l’époque carolingienne est traditionnellement considéré comme le cor de Roland, que représente un vitrail très célèbre du XIIIe siècle à la cathédrale de Chartres. Ce cor fit partie du trésor des rois de France en la basilique Saint-Denis jusqu'au 11 septembre 1793, date où ce dernier fut largement dispersé ou perdu du fait de la Révolution française. La tradition a également retenu le nom de Ganelon comme celui du traître par excellence, et celui d’Olivier, compagnon de Roland, comme symbole de l’ami parfait.

### Le miracle du port de Cize
Une légende se déroule au col de Cize que l'on assimile aujourd'hui au col de Roncevaux mais qui pourrait tout aussi vraisemblablement être le col de Bentarte ou le col de Lepoeder : c’est le cinquième miracle du De miraculis sancti Jacobi.
En l’an 1080, trente chevaliers lorrains décidèrent de partir en pèlerinage à Compostelle, se promettant tous, à l’exception d’un seul, aide mutuelle le long du chemin. Ils parvinrent jusqu’en Gascogne, quand un des participants, tombé malade au bourg de Porta Clausa, se trouva dans l’incapacité de marcher. Le soutenant à grand-peine, ses compagnons atteignirent en quinze jours, au lieu de cinq, le village Saint-Michel, au pied du col de Cize, avant de l’abandonner, parjures à leur serment. Seul, celui qui s’était abstenu de jurer resta à son chevet. Le lendemain, au prix de très grands efforts, ils gravirent tous deux la crête du col, où, la nuit venue, l’âme du malade quitta ce monde, portée par saint Jacques au paradis. Glacé d’effroi, voulant offrir au défunt une sépulture, le chevalier implora l’aide du saint, qui, surgissant des ténèbres sur son destrier, prit le mort dans ses bras et invita le Lorrain à monter en croupe derrière lui. Avant le lever du soleil, ils étaient parvenus au Monte del Gozo dominant Compostelle, où le défunt fut enseveli par les chanoines de la basilique. Sur ordre de saint Jacques, le chevalier rejoignit ses compatriotes à León, leur narra le miracle, et tous achevèrent leur pèlerinage dans la repentance.

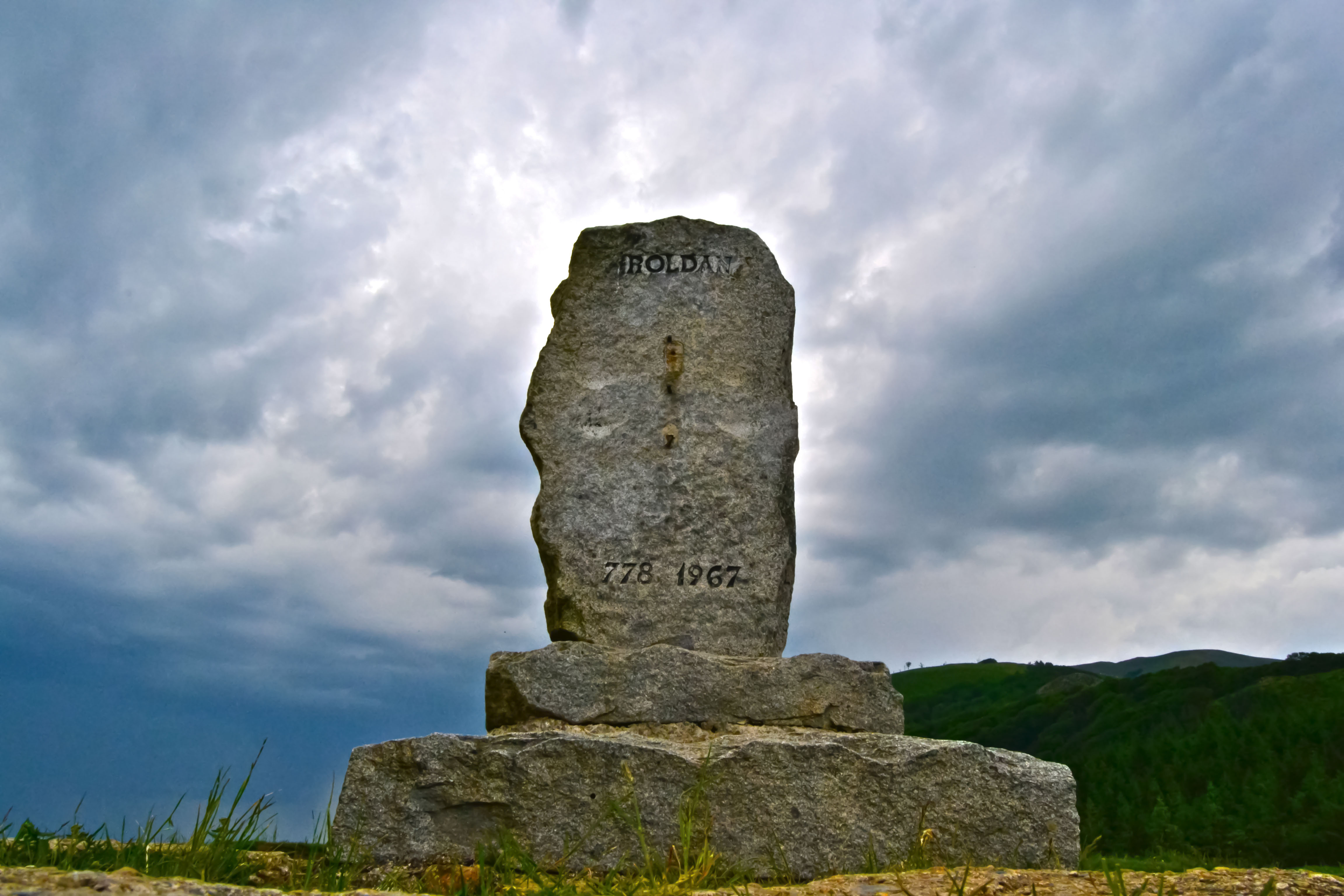
Monolithe rappelant la mythique bataille de Roncevaux
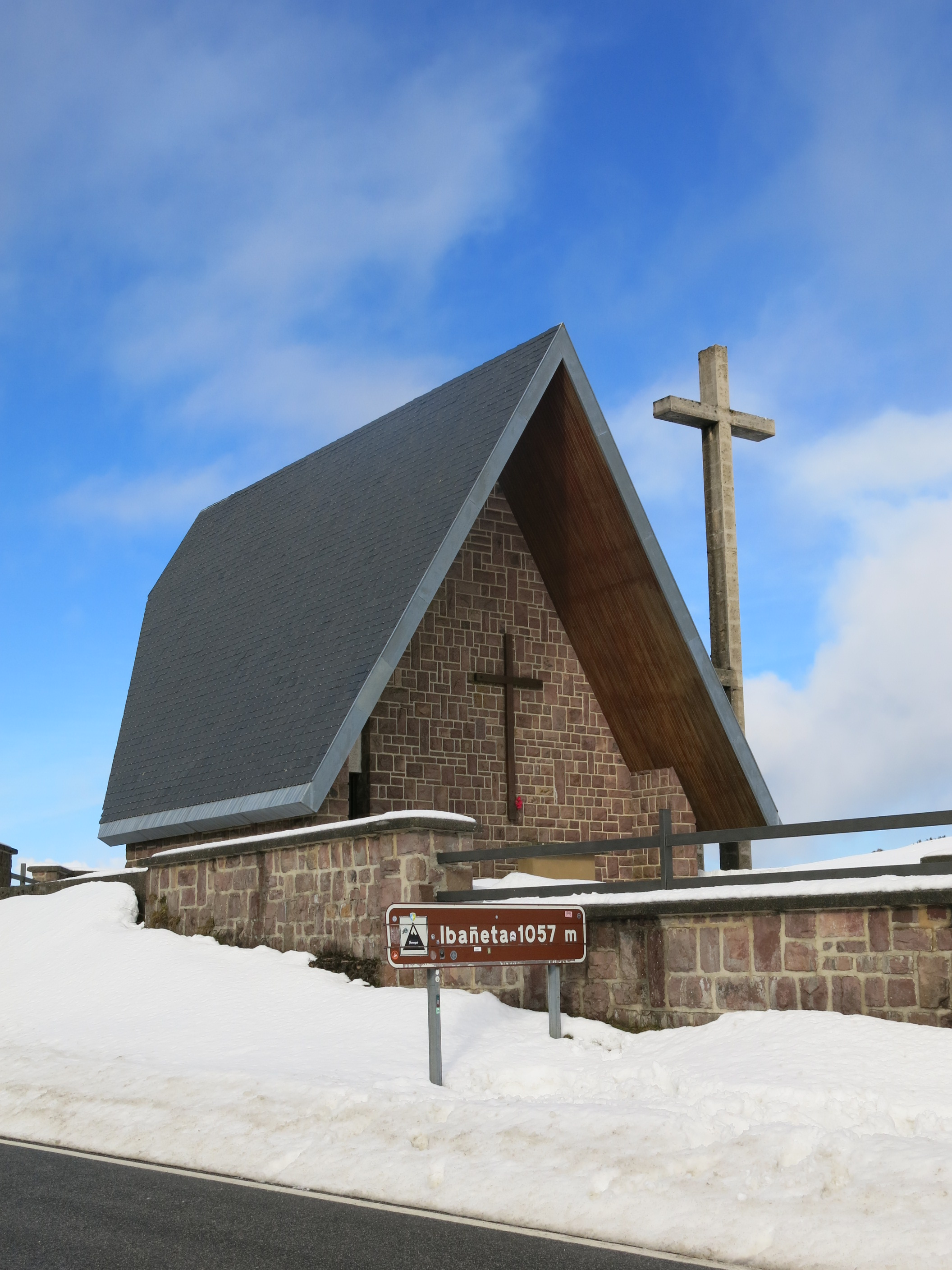
La chapelle d'Ibañeta
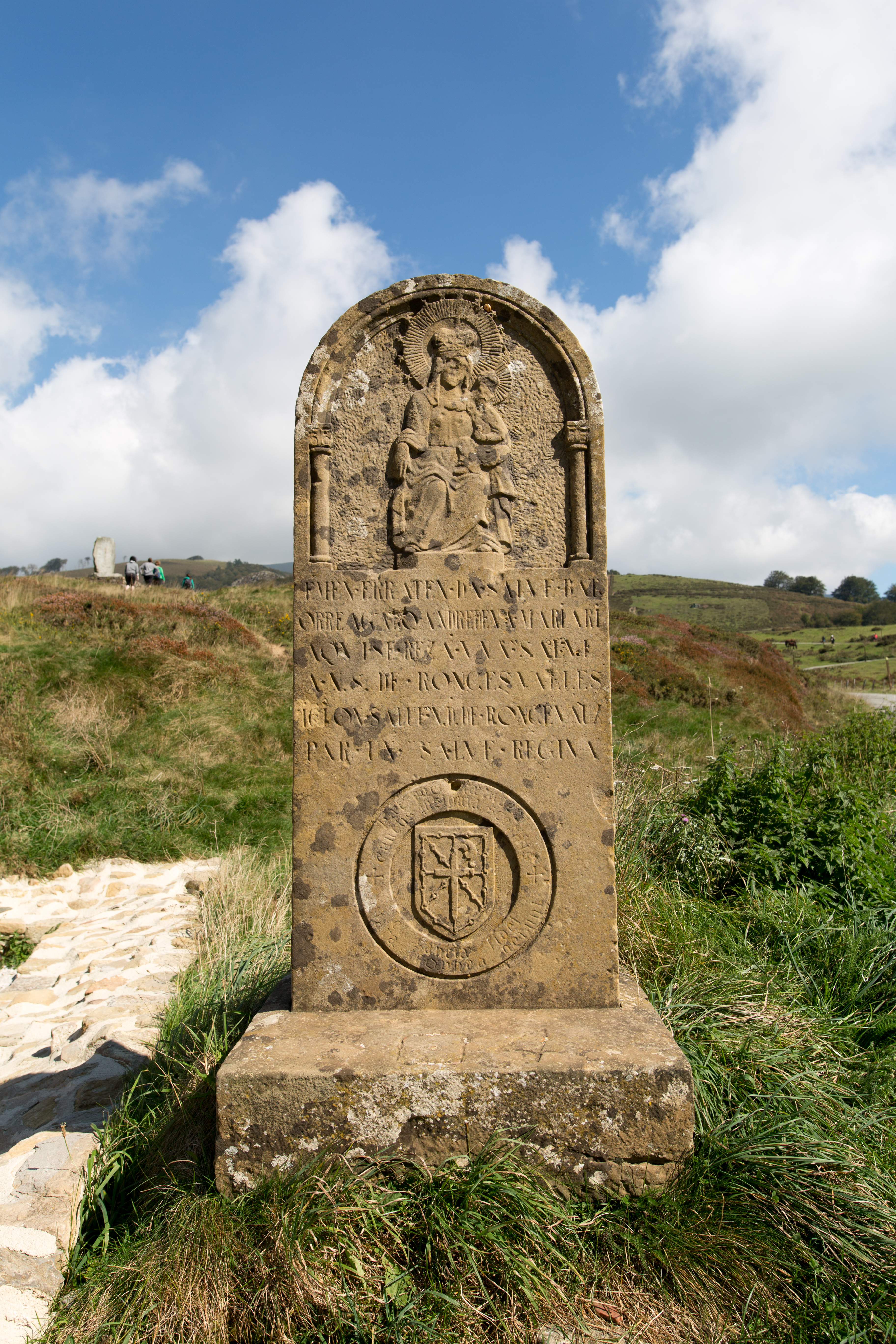
Stèle à Notre-Dame de Roncevaux